# Juan Moctezuma y Cortés
Juan Moctezuma y Cortés (1754 o 1757 - 1816) fue uno de los cuatrocientos sacerdotes católicos que participaron en la guerra de Independencia de México. De acuerdo a las crónicas del siglo XIX era originario de Tepexi de Rodríguez, Puebla y era descendiente del tlatoani Moctezuma Xocoyotzin por lo que tenía un origen noble indígena. Secundó el movimiento de independencia iniciado por el también cura Miguel Hidalgo en la región de la Sierra de Zongolica en Veracruz y peleó a las órdenes de Nicolás Bravo y José María Morelos. Tras diversas victorias y derrotas, terminó sus días siendo gobernador insurgente de Oaxaca hacia 1814 y en febrero de 1816 es nombrado por el Congreso de Anáhuac Comisario de Tehuacán, cargo que ocupó por pocos meses ya que falleció en junio de ese año.